# Natalia Korolevska
Natalia Korolevska, född 18 maj 1975, är en ukrainsk politiker och kandidat i presidentvalet 2014.